# Proračun rashladnika
Svaki rashladnik koji se nalazi u upotrebi mora biti dimenzioniran prema uređaju kojeg hladi i prema uvjetima kojima će biti izložen. 
Pri pristupanju izračuna rashladnika prvo moramo izračunati količinu topline koja će se odvoditi u njemu. Kako odvedena toplina ovisi o nekoliko čimbenika, nju je teško odrediti bez preciznih podataka. 
Količina topline je umnožak specifične potrošnje motora i postotka otpadne topline koja se preda vodi. Kada se izračuna ta vrijednost, može se pristupiti sljedećem izračunu.
Treba znati temperaturu hlađene tekućine na ulazu i izlazu, i iz nje dobiti srednju temperaturu hlađene tekućine. 
Zatim se izmjeri najveća temperatura rashladne vode (ili zraka) i odredi se porast temperature u rashladniku do izlaza. Iz ovih vrijednosti dobivamo također srednju vrijednost. 
Oduzimanjem dviju srednjih vrijednosti dobit ćemo  
{\displaystyle \Delta t\,} – srednju temperaturnu razliku u rashladniku.
Dimenzioniranje debljine stijenke plašta i stijenke cijevi je jednostavno:
{\displaystyle s=s_{0}+b+c\,\!} (mm)
{\displaystyle s_{0}\,} – teoretska debljina stijenke
{\displaystyle b\,} – dodatak zbog savijanja
{\displaystyle c\,}– dodatak na koroziju
{\displaystyle s_{0}={\frac {d\times \ p}{20\times \delta _{d}\times \phi \ +\ p}}}
{\displaystyle \phi \,} – faktor čvrstoće vara ( 0,9 za varene cijevi,1,0 za bešavne cijevi)
{\displaystyle d\,} – potrebni promjer cijevi
{\displaystyle P\,} – najveći radni tlak
{\displaystyle b={\frac {d\times \ s_{0}}{2,5R}}\,}
{\displaystyle R\,}– srednji polumjer savijanja cijevi

Koeficijent prijelaza topline s jednog medija na drugi (m2):
{\displaystyle K={\cfrac {1}{{\cfrac {1}{\alpha _{1}}}+{\cfrac {1}{\alpha _{2}}}+{\cfrac {\lambda }{\delta }}}}}
{\displaystyle \alpha \,}- koeficijent prijelaza topline s medija na stijenku
{\displaystyle \lambda \,}-  koeficijent toplinske provodljivosti stijenke
{\displaystyle \delta \,}-  debljina stijenke
Koeficijent prijelaza topline za vodu iznosi 1420 - 2840 W/m ˚C, gdje su uračunati gubici zbog nečistoća. 
Ukupna toplina koja se predaje u rashladniku jest: 
{\displaystyle Q=K\times \ A\times \Delta t\,}
a odatle izlazi da je 
{\displaystyle A={\frac {Q}{K\times \Delta t}}}  (m2)
Sada smo dobili rashladnu površinu, iz koje ćemo moći odabrati ili konstruirati rashladnik.